# Грієгос (Теруель)
Грієгос (ісп. Griegos) — муніципалітет в Іспанії, у складі автономної спільноти Арагон, у провінції Теруель. Населення — 134 особи (2010).
Муніципалітет розташований на відстані близько 170 км на схід від Мадрида, 50 км на захід від міста Теруель.

## Демографія
Динаміка населення (INE ):

## Галерея зображень

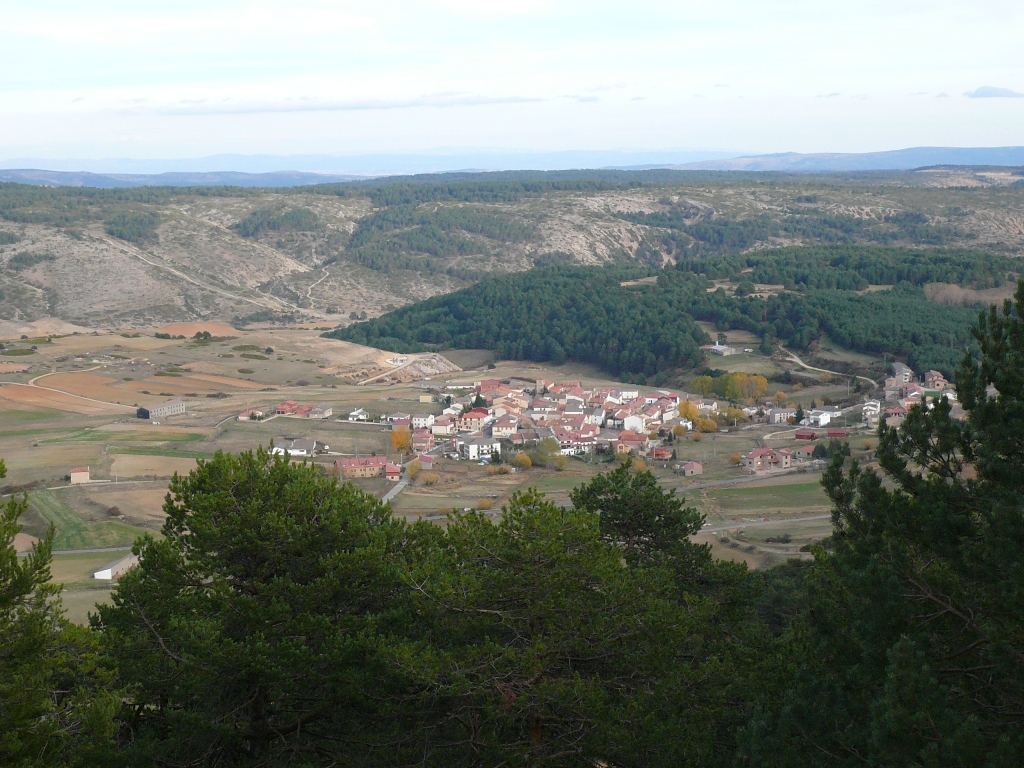
Грієгос